# Georg Dox
Georg Dox (* 1956 in Linz) ist ein österreichischer Journalist.

## Leben
Georg Dox studierte nach der Matura Slawistik und Kunstgeschichte an der Universität Wien und trägt den akademischen Grad Magister. Anfangs hatte er verschiedene Anstellungen bei Printmedien, bis er zum ORF wechselte.
Von 1991 bis 1996 war Georg Dox ORF-Korrespondent in Moskau. Dort war er Leiter von 1997 bis 2000. Nach einer Zwischenzeit bei der ZIB 2 war er von 2002 bis zu seiner Pensionierung Ende 2013 gemeinsam mit Susanne Scholl und Markus Müller-Schienwald wieder Korrespondent für Russland.